# هاسلت
Hasletهاسلت، تگزاس(به انگلیسی: Haslet, Texas) شهری در ایالت تگزاس از ایالات جنوبی ایالات متحده آمریکا است. در سرشماری سال ۲۰۰۰، جمعیت این شهر ۱۱۳۴ نفر اعلام شد.